# Curling na Zimskih olimpijskih igrah 1998

## Moški
| Medalja | Ekipa                                                                                           |
| ------- | ----------------------------------------------------------------------------------------------- |
| Zlato   | Švica (Daniel Müller, Diego Perren, Dominic Andres, Patrick Hürlimann, Patrik Lörtscher)        |
| Srebro  | Kanada (Colin Mitchell, Paul Savage, Mike Harris, Richard Hart, George Karrys)                  |
| Bron    | Norveška (Eigil Ramsfjell, Jan Thoresen, Stig-Arne Gunnestad, Tore Torvbraaten, Anthon Grimsmo) |

## Ženske
| Medalja | Ekipa                                                                                                |
| ------- | --- |
| Zlato   | Kanada (Jan Betker, Atina Ford, Marcia Gudereit, Joan McCusker, Sandra Schmirler)                    |
| Srebro  | Danska (Jane Bidstrup, Dorthe Holm, Helena Blach Lavrsen, Margit Pörtner, Trine Qvist)               |
| Bron    | Švedska (Elisabet Gustafson, Margaretha Lindahl, Louise Marmont, Katarina Nyberg, Elisabeth Persson) |